# Хенель, Эрнст
Эрнст Юлиус Хенель (также Генель, нем. Ernst Julius Hähnel; 9 марта 1811, Дрезден — 22 мая 1891, Дрезден) — немецкий скульптор, профессор Дрезденской академии художеств.

## Биография
Эрнст Хенель изучал архитектуру в Художественной академии Дрездена. В 1826 году он едет в Мюнхен, где до 1831 года учится в местной Академии изящных искусств, сперва на архитектора, затем — на скульптора. В 1831 году Хенель приезжает в Рим, в 1831 он вместе с Готфридом Земпером приезжает во Флоренцию. В 1835—1838 годах Хенель живёт в Мюнхене, затем он был призван Г. Земпером в Дрезден и получил от него заказ на ряд скульптур для новой Дрезденской оперы. В 1845 году Хенель отливает для города Бонна статую Л.ван Бетховена. В 1846 году, к 500-летнему юбилею Карлова университета в Праге — четырёхметровую статую императора Карла IV. В 1848 году Э.Хенель становится профессором Дрезденской Академии искусств и, как и Эрнст Ритшель, удостоился неофициального титула «Основателя дрезденской школы скульптуры второй половины XIX столетия». Среди учеников Э.Хенеля были Роберт Дорер, Иоганнес Шиллинг и Роберт Хертель.
Э. Хенель работал в Дрездене и создал для галереи Старый мастер многочисленные рельефы, а также 6 фигур из песчаника — Александра Македонского, Лисиппа, Микеланджело, Данте, Рафаэля и Петера фон Корнелиуса. Со статуи Рафаэля мастер сделал копии по заказам берлинской Национальной галереи и лейпцигского Музея изобразительных искусств. В 1867 году скульптор создаёт статую саксонского короля Фридриха Августа II. В 1859 Э. Ю. Хенель становится почётным доктором Лейпцигского университета, в октябре 1863 — почётным гражданином Дрездена.
Главный интерес для Э. Хенеля представляла портретная пластика. Его статуи демонстрируют явную идеализацию своих героев в духе античной традиции.

## Избранные работы
- 1839: Скульптуры для Дрезденской оперы (Земперопер)
- 1845: Статуя Людвига ван Бетховена, Бонн  (на площади Мюнстерплац)
- 1846: Статуя императора Карла IV, Прага
- 1867: Статуя короля Саксонии Фридриха Августа II, Дрезден
- 1867: Конная статуя Карла Филиппа Шварценберга на площади Шварценбергплац в Вене
- 1871: Статуя писателя Теодора Кёрнера
- 1874: Конная статуя Фридриха Вильгельма, герцога Брауншвейг-Люнебургского
- 1874: Памятная доска писателю Людвигу Тику, Дрезден
- 1883: Памятник Готфриду Вильгельму Лейбницу в Лейпциге
- Статуи Пегаса для Венской оперы

## Галерея
- Памятник Л.ван Бетховену (1845), Бонн
- Памятник Т.Кёрнеру, Дрезден
- Памятник Г.В.Лейбницу, Лейпциг
- Памятник Карлу IV, Прага
- памятник Фридриху Вильгельму в Брауншвейге